# Emma Ferrer
Emma Ferrer, född i maj 1994 i Morges i Schweiz, är en brittisk-schweizisk fotomodell som har kontrakt hos Storm Model Management. Hon var på omslaget till Harper's Bazaars augustinummer 2014. Samma år mottog hon InTouch Award, som delas ut av magasinet In Touch Weekly.
Emma Ferrer är barnbarn till Audrey Hepburn och Mel Ferrer.